# İnam Kərimov

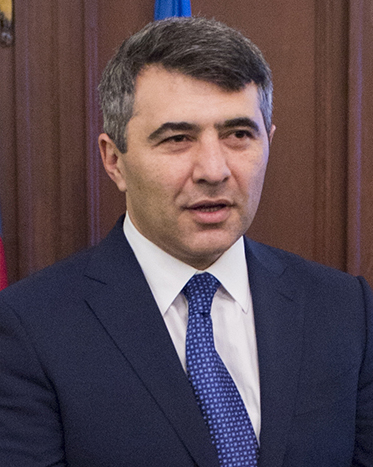
İnam Kərimov

İnam Kərimov (* 6. Juni 1977 in Baku, Aserbaidschan) ist ein aserbaidschanischer Politiker. Er ist seit dem 21. April 2018 Landwirtschaftsminister der Republik Aserbaidschan. Von 2012 bis 2018 war er Vorsitzender der Staatsagentur für öffentlichen Dienst und soziale Innovationen (ASAN xidmət).

## Herkunft und Studium
İnam Kərimov wurde am 6. Juni 1977 in Baku geboren. Er studierte zwischen 1984 und 1994 an einem Gymnasium in Baku. 1994 bis 1995 setzte er seine Ausbildung an der Richmond High School im US-Bundesstaat Indiana fort. 1995 begann er ein Studium an der Staatlichen Universität Baku. Zwischen 1998 und 2000 studierte er Rechtswissenschaft an der Universität Straßburg. 2002 erhielt er seinen Masterabschluss an der Universität Sorbonne. 2013 wurde er dort zum Doktor (docteur en droit) promoviert.

## Berufliches Leben
2002 begann İnam Kərimov, als Berater beim Präsidialamt der Republik Aserbaidschan zu arbeiten. 2005 wurde er zum Sekretär der Antikorruption-Kommission der Republik Aserbaidschan ernannt. 2012 stieg er zum Leiter der Staatsagentur für öffentlichen Dienst und soziale Innovationen unter dem Präsidenten der Republik Aserbaidschan auf. Von 2005 bis 2012 war er Vorsitzender der Delegation der Republik Aserbaidschan in der Staatengruppe des Europarates gegen Korruption (GRECO).
Am 21. April 2018 wurde İnam Kərimov vom Präsidenten der Republik Aserbaidschan zum Minister des Landwirtschaftsministeriums der Republik Aserbaidschan ernannt.
İnam Kərimov spricht neben Aserbaidschanisch auch Russisch, Persisch, Englisch und Französisch. Er ist verheiratet und hat zwei Kinder.